# Cobaea stipularis
Cobaea stipularis là một loài thực vật có hoa trong họ Polemoniaceae. Loài này được Benth. mô tả khoa học đầu tiên năm 1840.